# تیم ملی کریکت لسوتو
تیم ملی کریکت مردان لسوتو نمایندهٔ لسوتو در رقابت‌های کریکت بین‌المللی است. این تیم در سال ۲۰۰۱ به عضویت وابسته انجمن بین‌المللی کریکت (ICC) درآمد و در سال ۲۰۱۷ به عضویت همکار (associate) ارتقاء یافت.
لسوتو از دست‌کم سال ۱۹۸۶ وارد رقابت‌های بین‌المللی کریکت شد، زمانی که نخستین مسابقه ثبت‌شده خود را برابر تیم ملی کریکت سوازیلند در ماسرو برگزار کرد. این تیم نخستین حضور رسمی خود در چارچوب مسابقات شورای کریکت در بخش آفریقا را در آوریل ۲۰۰۶ و در مسابقات دسته سوم قاره‌ای تجربه کرد که در آن بین ۸ تیم در جایگاه آخر ایستاد.
در آوریل ۲۰۱۸، شورای بین‌المللی کریکت تصمیم گرفت که از ابتدای سال ۲۰۱۹، به تمام مسابقات کریکت بیست۲۰ (T20) بین اعضای خود، جایگاه رسمی بین‌المللی (T20I) بدهد. بنابراین، تمامی مسابقات بیست۲۰ که لسوتو از ژانویهٔ ۲۰۱۹ به بعد در برابر سایر اعضای شورای کریکت برگزار کند، به عنوان مسابقهٔ بین‌المللی محسوب خواهد شد.